# Lijst van rijksmonumenten in De Steeg
De plaats De Steeg telt 68 inschrijvingen in het rijksmonumentenregister. Hieronder een overzicht.
| Object                                                                                   | Oorspronkelijke functie?  | Bouwjaar                                                  | Architect                      | Locatie                   | Coördinaten?                | Nr.?   | Afbeelding                                                             |
| ---------------------------------------------------------------------------------------- | ------------------------- | --------------------------------------------------------- | ------------------------------ | ------------------------- | --------------------------- | ------ | ---------------------------------------------------------------------- |
| Gepleisterd rechthoekig pand met verdieping, houten kroonlijst en omlopend schilddak     | Woonhuis                  | 1823 (steen)                                              |                                | Hoofdstraat 19            | 52° 1' 13" NB, 6° 3' 44" OL | 42137  | Meer afbeeldingen                                                      |
| 'Neerbosch'                                                                              | Boerderij                 | eerste kwart 19e eeuw                                     |                                | Diepesteeg 23             | 52° 1' 21" NB, 6° 3' 33" OL | 42139  | Meer afbeeldingen                                                      |
| Huis 'Ortrud'                                                                            | Woonhuis                  | eerste kwart 19e eeuw                                     |                                | Hoofdstraat 17            | 52° 1' 12" NB, 6° 3' 41" OL | 42140  | Meer afbeeldingen                                                      |
| Karakteristiek huis van begane-grond met hoog zadeldak tussen puntgevels met vlechtingen | Woonhuis                  | laat 17e eeuw                                             |                                | Hoofdstraat 30            | 52° 1' 6" NB, 6° 3' 34" OL  | 42141  | Meer afbeeldingen                                                      |
| Karakteristiek huis van begane-grond met hoog zadeldak tussen puntgevels met vlechtingen | Woonhuis                  | laat 17e eeuw                                             |                                | Hoofdstraat 34            | 52° 1' 6" NB, 6° 3' 34" OL  | 42142  | Meer afbeeldingen                                                      |
| Huis Rhederoord                                                                          | Kasteel, buitenplaats     | 17e eeuw (oorsprong) 1745 (herbouwd)                      |                                | Parkweg 19                | 52° 1' 12" NB, 6° 3' 13" OL | 42143  | Meer afbeeldingen                                                      |
| Middachten                                                                               | Kasteel, buitenplaats     | 1190 (eerste vermelding) 1693-1698 (hoofdgebouw herbouwd) |                                | Landgoed Middachten 3     | 52° 1' 29" NB, 6° 4' 27" OL | 515228 | Meer afbeeldingen                                                      |
| Landgoed Middachten: oostelijk bouwhuis                                                  | Bijgebouwen kastelen enz. | 16e eeuw                                                  |                                | Landgoed Middachten bij 3 | 52° 1' 29" NB, 6° 4' 27" OL | 515230 | Meer afbeeldingen                                                      |
| Landgoed Middachten: stalgebouw                                                          | Bijgebouwen kastelen enz. | 1652                                                      |                                | Landgoed Middachten bij 3 | 52° 1' 29" NB, 6° 4' 27" OL | 515231 | Meer afbeeldingen                                                      |
| Landgoed Middachten: voorbrug met keermuren                                              | Tuin, park en plantsoen   | laat 18e eeuw                                             |                                | Landgoed Middachten bij 3 | 52° 1' 21" NB, 6° 4' 34" OL | 515232 | Meer afbeeldingen                                                      |
| Landgoed Middachten: sokkels met ornament                                                | Tuin, park en plantsoen   | vroeg 18e eeuw                                            |                                | Landgoed Middachten bij 3 | 52° 1' 21" NB, 6° 4' 34" OL | 515233 | Meer afbeeldingen                                                      |
| Landgoed Middachten: zonnewijzer                                                         | Tuin, park en plantsoen   | 19e eeuw                                                  |                                | Landgoed Middachten bij 3 | 52° 1' 21" NB, 6° 4' 34" OL | 515234 | Upload foto                                                            |
| Landgoed Middachten: toegangsbrug                                                        | Tuin, park en plantsoen   | 18e eeuw                                                  |                                | Landgoed Middachten bij 3 | 52° 1' 21" NB, 6° 4' 34" OL | 515235 | Meer afbeeldingen                                                      |
| Landgoed Middachten: twee natuurstenen vazen                                             | Tuin, park en plantsoen   | eerste helft 18e eeuw                                     |                                | Landgoed Middachten bij 3 | 52° 1' 21" NB, 6° 4' 34" OL | 515236 | Meer afbeeldingen                                                      |
| Landgoed Middachten: twee gietijzeren vazen                                              | Tuin, park en plantsoen   | eerste kwart 20e eeuw                                     |                                | Landgoed Middachten bij 3 | 52° 1' 21" NB, 6° 4' 34" OL | 515237 | Upload foto                                                            |
| Landgoed Middachten: oranjerie                                                           | Tuin, park en plantsoen   | begin 19e eeuw                                            |                                | Landgoed Middachten bij 3 | 52° 1' 29" NB, 6° 4' 27" OL | 515238 | Meer afbeeldingen                                                      |
| Landgoed Middachten: tuinmuur met toegangspoort en twee kabinetten                       | Tuin, park en plantsoen   | 18e/19e eeuw                                              |                                | Landgoed Middachten bij 3 | 52° 1' 21" NB, 6° 4' 34" OL | 515239 | Meer afbeeldingen                                                      |
| Landgoed Middachten: grote crèmekleurige vaas                                            | Tuin, park en plantsoen   | eerste kwart 20e eeuw                                     |                                | Landgoed Middachten bij 3 | 52° 1' 21" NB, 6° 4' 34" OL | 515240 | Upload foto                                                            |
| Landgoed Middachten: vijf identieke Bentheimer stenen tuinbanken                         | Tuin, park en plantsoen   | 1902                                                      |                                | Landgoed Middachten bij 3 | 52° 1' 21" NB, 6° 4' 34" OL | 515241 | Upload foto                                                            |
| Landgoed Middachten: negen identieke witte houten banken                                 | Tuin, park en plantsoen   | 1900                                                      |                                | Landgoed Middachten bij 3 | 52° 1' 21" NB, 6° 4' 34" OL | 515242 | Meer afbeeldingen                                                      |
| Landgoed Middachten: duiker                                                              | Tuin, park en plantsoen   | 19e eeuw                                                  |                                | Landgoed Middachten bij 3 | 52° 1' 21" NB, 6° 4' 34" OL | 515243 | Upload foto                                                            |
| Landgoed Middachten: stel tuinbeelden                                                    | Tuin, park en plantsoen   | 18e eeuw                                                  |                                | Landgoed Middachten bij 3 | 52° 1' 21" NB, 6° 4' 34" OL | 515244 | Meer afbeeldingen                                                      |
| Landgoed Middachten: stel tuinbeelden                                                    | Tuin, park en plantsoen   | 18e eeuw                                                  |                                | Landgoed Middachten bij 3 | 52° 1' 21" NB, 6° 4' 34" OL | 515245 | Upload foto                                                            |
| Landgoed Middachten: inrichting zuidparterre (trapjes en tuinvazen)                      | Tuin, park en plantsoen   | 20e eeuw                                                  |                                | Landgoed Middachten bij 3 | 52° 1' 21" NB, 6° 4' 34" OL | 515246 | Upload foto                                                            |
| Landgoed Middachten: inrichting lage tuin (natuurstenen trapjes en gietijzeren vazen)    | Tuin, park en plantsoen   | eerste kwart 20e eeuw                                     |                                | Landgoed Middachten bij 3 | 52° 1' 21" NB, 6° 4' 34" OL | 515247 | Meer afbeeldingen                                                      |
| Landgoed Middachten: houten prieel                                                       | Tuin, park en plantsoen   | eerste kwart 20e eeuw                                     |                                | Landgoed Middachten bij 3 | 52° 1' 21" NB, 6° 4' 34" OL | 515248 | Upload foto                                                            |
| Landgoed Middachten: treillage                                                           | Tuin, park en plantsoen   | eind 18e eeuw                                             |                                | Landgoed Middachten bij 3 | 52° 1' 21" NB, 6° 4' 34" OL | 515249 | Meer afbeeldingen                                                      |
| Landgoed Middachten: rozenleiding                                                        | Tuin, park en plantsoen   | begin 20e eeuw                                            |                                | Landgoed Middachten bij 3 | 52° 1' 21" NB, 6° 4' 34" OL | 515250 | Meer afbeeldingen                                                      |
| Landgoed Middachten: administratiegebouw                                                 | Bijgebouwen kastelen enz. | 17e eeuw (oorsprong) 1875-1914 (verbouwd)                 |                                | Landgoed Middachten 1     | 52° 1' 29" NB, 6° 4' 27" OL | 515251 | Meer afbeeldingen                                                      |
| Landgoed Middachten: twee identieke crèmekleurige vazen                                  | Tuin, park en plantsoen   | 1914                                                      |                                | Landgoed Middachten 1     | 52° 1' 21" NB, 6° 4' 34" OL | 515252 | Upload foto                                                            |
| Landgoed Middachten: werkplaats                                                          | Tuin, park en plantsoen   | 1914                                                      |                                | Landgoed Middachten 1     | 52° 1' 29" NB, 6° 4' 27" OL | 515253 | Meer afbeeldingen                                                      |
| Landgoed Middachten: hut van Lou                                                         | Tuin, park en plantsoen   | 18e eeuw                                                  |                                | Landgoed Middachten 1     | 52° 1' 21" NB, 6° 4' 34" OL | 515263 | Upload foto                                                            |
| Rentmeesterswoning                                                                       | Bijgebouwen kastelen enz. | eind 19e eeuw                                             | W.S. Weatherley                | Smidsallee 18             | 52° 1' 6" NB, 6° 3' 58" OL  | 515264 | Rentmeesterswoning                                                     |
| Landgoed Middachten: dienstwoning met schuur                                             | Bijgebouwen kastelen enz. | laat 19e eeuw                                             |                                | Landgoed Middachten 4     | 52° 1' 29" NB, 6° 4' 27" OL | 515265 | Meer afbeeldingen                                                      |
| Landgoed Middachten: ijzeren hek                                                         | Tuin, park en plantsoen   | 19e eeuw                                                  |                                | Landgoed Middachten bij 3 | 52° 1' 21" NB, 6° 4' 34" OL | 515266 | Meer afbeeldingen                                                      |
| Landgoed Middachten: appelschuur                                                         | Tuin, park en plantsoen   | 19e eeuw                                                  |                                | Landgoed Middachten bij 3 | 52° 1' 29" NB, 6° 4' 27" OL | 515267 | Upload foto                                                            |
| Landgoed Middachten: boerderij 'Gotinks Goed'                                            | Boerderij                 | 1429                                                      |                                | Landgoed Middachten 5     | 52° 1' 29" NB, 6° 4' 27" OL | 515268 | Upload foto                                                            |
| Landgoed Middachten: schaapskooi 'De Wolfskuil'                                          | Boerderij                 | 1832                                                      |                                | Landgoed Middachten bij 7 | 52° 1' 29" NB, 6° 4' 27" OL | 515269 | Meer afbeeldingen                                                      |
| Landgoed Middachten: boerderij 'Borgh Keppe'                                             | Boerderij                 | ca. 1800                                                  |                                | Eikenstraat 3             | 52° 1' 40" NB, 6° 4' 53" OL | 515270 | Upload foto                                                            |
| Klein Duimpje                                                                            | Woonhuis                  | 1908-1909                                                 | J.W. Hanrath                   | Diepesteeg 42             | 52° 1' 21" NB, 6° 3' 36" OL | 519333 | Klein Duimpje                                                          |
| Villa 'Klein Duimpje'                                                                    | Tuin, park en plantsoen   | 1908-1909                                                 | J.W. Hanrath                   | Diepesteeg 42             | 52° 1' 21" NB, 6° 3' 36" OL | 519334 | Upload foto                                                            |
| Rhederoord: portierswoning                                                               | Dienstwoning              | 1911                                                      | J.W. Hanrath                   | Hoofdstraat 1             | 52° 0' 56" NB, 6° 2' 51" OL | 519357 | Rhederoord: portierswoning                                             |
| Rhederoord: tuinmanswoning                                                               | Dienstwoning              | 1911-1912                                                 | J.W. Hanrath                   | Parkweg 17                | 52° 1' 14" NB, 6° 3' 26" OL | 519358 | Rhederoord: tuinmanswoning                                             |
| Rhederoord: koetshuis met dienstwoningen                                                 | Bijgebouwen kastelen enz. | 1911-1912                                                 | J.W. Hanrath                   | Parkweg 27                | 52° 1' 18" NB, 6° 3' 22" OL | 519359 | Rhederoord: koetshuis met dienstwoningen                               |
| Rhederoord: portierswoning                                                               | Dienstwoning              | 1911-1912                                                 | J.W. Hanrath                   | Parkweg 21                | 52° 1' 15" NB, 6° 3' 27" OL | 519360 | Rhederoord: portierswoning                                             |
| Rhederoord: historische aanleg park in Engelse landschapsstijl en tuin                   | Tuin, park en plantsoen   | 1868-1869 (bomenrij)                                      | C.E.A. Petzold + L.A. Springer | Parkweg bij 19            | 52° 1' 15" NB, 6° 3' 13" OL | 519361 | Rhederoord: historische aanleg park in Engelse landschapsstijl en tuin |
| Rhederoord: tuinvaas                                                                     | Tuin, park en plantsoen   | ca. 1883                                                  |                                | Parkweg bij 19            | 52° 1' 15" NB, 6° 3' 13" OL | 519362 | Upload foto                                                            |
| Rhederoord: tuinvaas                                                                     | Tuin, park en plantsoen   | ca. 1883                                                  |                                | Parkweg bij 19            | 52° 1' 15" NB, 6° 3' 13" OL | 519363 | Upload foto                                                            |
| Rhederoord: tuinvaas                                                                     | Tuin, park en plantsoen   | ca. 1883                                                  |                                | Parkweg bij 19            | 52° 1' 15" NB, 6° 3' 13" OL | 519364 | Upload foto                                                            |
| Rhederoord: tuinvaas                                                                     | Tuin, park en plantsoen   | ca. 1883                                                  |                                | Parkweg bij 19            | 52° 1' 15" NB, 6° 3' 13" OL | 519365 | Upload foto                                                            |
| Rhederoord: ijskelder                                                                    | Tuin, park en plantsoen   | 1798-1810                                                 |                                | Parkweg bij 19            | 52° 1' 15" NB, 6° 3' 13" OL | 519366 | Upload foto                                                            |
| Rhederoord: toegangshek                                                                  | Erfscheiding              | 1911-1913                                                 |                                | Parkweg bij 21            | 52° 1' 16" NB, 6° 3' 26" OL | 519368 | Rhederoord: toegangshek                                                |
| Rhederoord: toegangshek                                                                  | Erfscheiding              | 1911-1913                                                 |                                | Hoofdstraat bij 1         | 52° 1' 11" NB, 6° 2' 52" OL | 519369 | Rhederoord: toegangshek                                                |
| Rhederoord: moestuinmuur                                                                 | Tuin, park en plantsoen   | 1868-1878                                                 |                                | Parkweg 19a               | 52° 1' 13" NB, 6° 3' 22" OL | 519370 | Rhederoord: moestuinmuur                                               |
| Woonhuis gebouwd in de nieuw-historiserende stijl                                        | Nijverheid                | 1910-1911                                                 | G.J. Uiterwijk                 | Hoofdstraat 136           | 52° 1' 15" NB, 6° 3' 51" OL | 519385 | Woonhuis gebouwd in de nieuw-historiserende stijl                      |
| Smidse                                                                                   | Nijverheid                | 1910                                                      |                                | Hoofdstraat bij 136       | 52° 1' 15" NB, 6° 3' 51" OL | 519386 | Upload foto                                                            |
| Voormalig postkantoor                                                                    | Overheidsgebouw           | 1905                                                      | G.J. Uiterwijk                 | Hoofdstraat 21            | 52° 1' 14" NB, 6° 3' 46" OL | 519396 | Meer afbeeldingen                                                      |
| Schuurtje                                                                                | Opslag                    | 1905-1906                                                 | G.J. Uiterwijk                 | Hoofdstraat bij 21        | 52° 1' 15" NB, 6° 3' 45" OL | 519397 | Schuurtje                                                              |
| Boerderij                                                                                | Boerderij                 | 1907 (herbouwd)                                           | G.J. Uiterwijk                 | Havikerwaard 51           | 52° 0' 21" NB, 6° 5' 33" OL | 519399 | Upload foto                                                            |
| Schuurtje                                                                                | Boerderij                 | 1907-1908                                                 |                                | Havikerwaard bij 51       | 52° 0' 21" NB, 6° 5' 33" OL | 519400 | Upload foto                                                            |
| Boschlust                                                                                | Horeca                    | 1897-1898                                                 |                                | Diepesteeg 40             | 52° 1' 19" NB, 6° 3' 37" OL | 519432 | Boschlust                                                              |
| Oud Middachten: T-boerderij                                                              | Boerderij                 | 1908                                                      | G.J. Uiterwijk                 | Oversteeg 45              | 52° 1' 6" NB, 6° 3' 58" OL  | 519436 | Meer afbeeldingen                                                      |
| Wolfstege                                                                                | Boerderij                 | 1800-1900                                                 |                                | Landgoed Middachten bij 7 | 52° 1' 29" NB, 6° 4' 27" OL | 519437 | Wolfstege                                                              |
| Rentmeesterwoning met tuinhek                                                            | Dienstwoning              | 1897-1898                                                 | W.S. Weatherly                 |                           | 52° 1' 6" NB, 6° 3' 58" OL  | 519438 | Rentmeesterwoning met tuinhek                                          |
| Dienstwoning                                                                             | Dienstwoning              | vroeg 20e eeuw                                            |                                | Oversteeg 55              | 52° 1' 6" NB, 6° 3' 58" OL  | 529820 | Dienstwoning                                                           |
| Dubbele dienstwoning                                                                     | Dienstwoning              | vroeg 20e eeuw                                            |                                | Oversteeg 51              | 52° 1' 6" NB, 6° 3' 58" OL  | 529821 | Dubbele dienstwoning                                                   |
| Dubbele dienstwoning                                                                     | Dienstwoning              | 1950 (gevelsteen)                                         |                                | Oversteeg 47              | 52° 1' 5" NB, 6° 3' 55" OL  | 529822 | Dubbele dienstwoning                                                   |
| Landgoed Middachten: historische park- en tuinaanleg                                     | Tuin, park en plantsoen   | 17e eeuw                                                  |                                | Landgoed Middachten bij 3 | 52° 1' 23" NB, 6° 4' 33" OL | 530547 | Meer afbeeldingen                                                      |